# The Electric Prunes
The Electric Prunes — американская группа, образовавшаяся в Лос-Анджелесе в 1965 году, исполнявшая экспериментальный гаражный/психоделический рок и считавшаяся в 1966—1970 годах важной частью калифорнийского андеграунда.
Основными участниками первого состава были гитарист Кен Уильямс, певец Джеймс Лоу, барабанщик Майкл Уикли и бас-гитарист Мак Тьюлин (в числе музыкантов, игравших с ними, был получивший впоследствии известность Кенни Логгинс). Первый успех группе принес хит «I Had Too Much to Dream (Last Night)» (1966, #11 США, #49 Великобритания); позже распространению известности группы способствовал фильм «Easy Rider», в саундтрек которого вошли 2 трека Electric Prunes. При том, что участники первого состава имели в репертуаре сильный оригинальный материал, все самые известные песни для группы написал авторский дуэт Анетт Таккер — Нэнс Манц; в студии с группой работал, в основном, продюсер Дэйв Хассинджер, в середине 60-х годов в качестве звукоинженера успешно сотрудничавший с Rolling Stones.
Уже после выхода дебютного альбома участники первого состава стали покидать группу один за другим; к моменту выхода второго альбома состав обновился полностью. В 1970 году The Electric Prunes взял под своё покровительство дирижёр, композитор и аранжировщик Дэвид Аксельрод: записанный с ним квазирелигиозный альбом Mass In F Minor, как и сотрудничество в целом, по многим причинам оказалось неудачным. Electric Prunes, выпустив ещё два альбома, в 1970 году распались окончательно.
В 2001 году Лоу, Тьюлин и Уильямс возродили The Electric Prunes и выпустили два альбома: California (2004) и Feedback (2006).

## Избранная дискография

### Студийные альбомы
- The Electric Prunes 1967
- Underground 1967
- Mass In F Minor 1968
- Release of An Oath 1968
- Just Good Old Rock and Roll 1969
- California 2004
- Feedback 2006

### Синглы (США)
- «Ain’t It Hard»/«Little Olive» (Reprise 0473) 1966
- «I Had Too Much to Dream (Last Night)»/ «Luvin» (Reprise 0532) 1966 US #11 — UK #49
- «Get Me to the World on Time»/«Are You Lovin' Me More» (Reprise 0564) 1966 US #27 — UK #42
- «Vox Wah-Wah Ad»(Thomas 08-000132-0) 1967
- «Dr Do-Good»/«Hideaway»(Reprise 0594) 1967
- «The Great Banana Hoax» / «Wind-up Toys» (Reprise 0607) 1967
- «Everybody Knows You’re Not In Love» / «You Never Had it Better» (Reprise 0652) 1968
- «I Had Too Much To Dream Last Night» / «Get Me To The World On Time» (Reprise 0704 — Double A-side) 1968
- «Shadow» (Reprise PRO 287) 1968, one-sided single
- «Sanctus» / «Credo» (Reprise PRO 277) 1968
- «Help Us (Our Father, Our King)» / «The Adoration» (Reprise PRO 305) 1968
- «Hey! Mr. President» / «Flowing Smoothly» (Reprise 0756) 1969
- «Violent Rose» / «Sell» (Reprise 0833) 1969
- «Love Grows» / «Finders, Keepers, Losers, Weepers» (Reprise 0858) 1969
- «Hollywood Halloween» (Birdman Records BMR1313) 2001, Питер Льюис, Moby Grape, с The Electric Prunes)
- «Get Me To The World On Time (Live)» (Birdman Records BMR037) 2002 (Voxfest III, июнь 2001)
- «Left in Blue»

### Концертные альбомы
- Stockholm 1997/2002
- The Sanctions / Jim and the Lords: Then Came the Electric Prunes 2000
- WAS 2014

### Сборники
- Long Day’s Flight 1986
- The Singles 1995
- Lost Dreams 2001
- Artifact 2001

### Разные исполнители
- Easy Rider soundtrack 1969 («Kyrie Eleison»)
- Nuggets Volume 3 1972 («I Had Too Much To Dream (Last Night)»)
- Pebbles Volume 2 1978 («Vox Wah-Wah Radio Ad»)
- Rarities: Great Live Concerts 1981

## DVDs
- Rewired 2002